# .mobi
.mobi (també conegut com a DotMobi) és un domini de primer nivell patrocinat (sponsored TLD en anglès) d'Internet que forma part del sistema de dominis d'Internet. Fou aprovat per la ICANN i és gestionat per mTLD global registry Arxivat 2007-05-29 a Wayback Machine.. Està dedicat a dur Internet als dispositius mòbils a través de la Web Mòbil. Compta amb el suport financer de Google, Microsoft, Nokia, Samsung, Ericsson, Vodafone, T-Mobile, Telefónica Móviles, Telecom Italia Mobile, Orascom Telecom, l'Associació GSM, Hutchison Whampoa, Syniverse Technologies i VISA.